# Сазоновка (Липецкая область)
Сазоновка — деревня Ягодновского сельсовета Данковского района Липецкой области.

## География
Сазоновка находится южнее деревни Арсёновка, рядом проходит автомобильная дорога 42К-136, имеется остановка общественного транспорта.
В деревне имеется просёлочная дорога и две улицы — Сазоновская и Школьная. На юге Сазоновку от села Ягодное отделяет большой водоём.

## Население
| 2010 |
| ---- |
| 15   |